# ヘルムート・シェーン
ヘルムート・シェーン（Helmut Schön、1915年9月15日 -1996年2月23日  ）は、ドイツ、ザクセン州・ドレスデン出身の元同国代表サッカー選手、サッカー指導者。

## 経歴
選手時代は主にドレスデンSCでプレー、ドイツ代表にも選出され、国際Aマッチ16試合出場17得点を記録した。第二次世界大戦後、ザクセン州を含む東部地域はソビエト連邦の統治下に入り、1949年にドイツ民主共和国（東ドイツ）として独立すると、西ドイツへ亡命。
ザールラント代表監督を経て1956年に西ドイツ代表コーチに就任、1964年からゼップ・ヘルベルガーの後任として西ドイツ代表監督に就任すると14年間にわたり監督を務め、1972年のUEFA欧州選手権1972優勝、1974年のFIFAワールドカップ・西ドイツ大会優勝等に導いた。
1996年2月23日に死去、80歳没。

## 選手経歴
- 193? - 19?? :  ドレスデンSC
- 1950 - 195? :  ハンブルガーSV

## 指導者経歴
- 195? - 195? :  ヘルタ・ベルリン：コーチ
- 1952 - 1956 :  ザールラント代表：監督
- 1957 - 1963 :  西ドイツ代表：コーチ
- 1964 - 1978 :  西ドイツ代表：監督